# Valdres

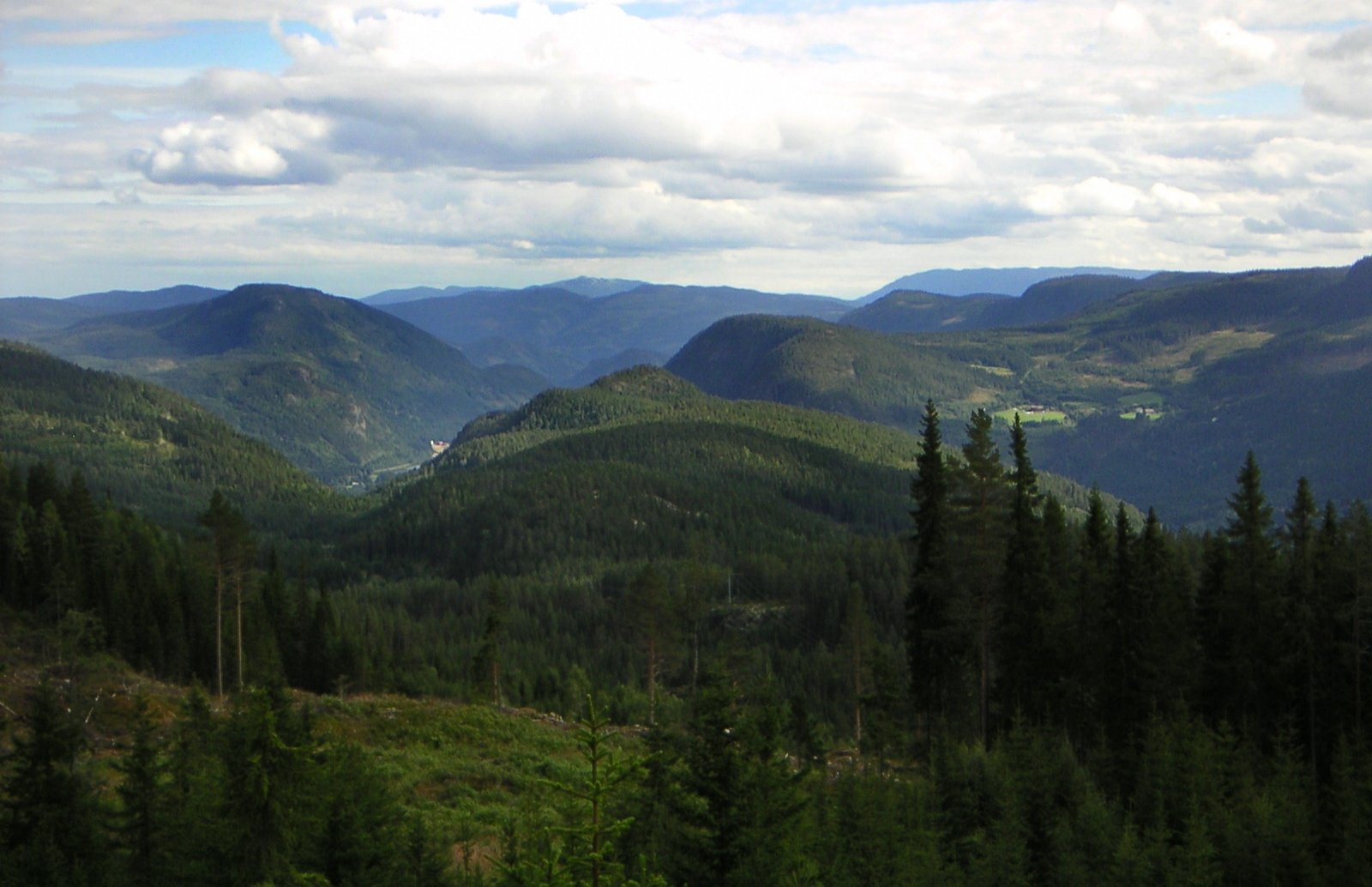
Una zona boscosa del districte.

Valdres és un districte tradicional situat al centre-sud de Noruega, entre els districtes de Gudbrandsdal i Hallingdal. El districte és format per sis municipis: Nord-Aurdal, Sør-Aurdal, Øystre Slidre, Vestre Slidre, Vang i Etnedal. Valdres té 17.815 habitants (2016) i és conegut per la seva excel·lent pesca de la truita i pel dialecte parlat a la zona, el valdris. Les seves carreteres principals són l'I16 i la Fylkesveg 51.
Valdres es troba a mig camí entre Oslo i Bergen. La vall està protegida per l'oest i el nord per les muntanyes de Jotunheimen i al sud per la serra de Gol. Els principals rius del districte són el Begna i l'Etna. Històricament, Valdres ha tingut una economia agrícola, però el turisme ha crescut en importància en els últims anys. Beitostølen, una zona turística molt desenvolupada per als turistes d'hivern es troba en Valdres.